# Zmierzch bogów stepu
Zmierzch bogów stepu (alb. Muzgu i perëndive të stepës) – powieść albańskiego pisarza Ismaila Kadare. Po raz pierwszy opublikowana w roku 1978. Książka nie została przełożona na język polski.

## Fabuła
Autobiograficzna powieść Kadarego, w której autor przypomina swoje lata spędzone w Moskwie, kiedy studiował w Instytucie Gorkiego. Książka nawiązuje do powieści Doktor Żywago Borisa Pasternaka, a także do Mistrza i Małgorzaty Michaiła Bułhakowa. Postacią zbliżoną do Małgorzaty z powieści M. Bułhakowa jest Rosjanka, z którą młody Kadare nawiązuje romans.
W 1972 pierwszy rozdział powieści ukazał się w miesięczniku literackim Nendori (Listopad). Imogen Forster określa powieść Kadare jako gorzką (i w naszym współczesnym rozumieniu: rasistowską i seksistowską) komedię o życiu zagranicznych studentów literatury w Moskwie.

## Wybrane tłumaczenia powieści
- 1981: Le crépuscule des dieux de la steppe (franc. tłum. Jusuf Vrioni), wyd. Paryż
- 1983: Stäppgudarnas skymning (szw. tłum. Lilemor Gustavsson), wyd. Sztokholm
- 1991: El ocaso de los dioses de la estepa (hiszp. tłum. Ramon Sánchez), wyd. Madryt
- 1993: Il crepuscolo degli dei della steppa (włos., tłum. Maria Varca) wyd. Turyn
- 1996: Sôgen no kamigami no tasogare (jap. tłum. Tôru Kuwabara), wyd. Tokio
- 2016: Die Dämmerung der Steppengötter (niem. tłum. Joachim Röhm), wyd. Frankfurt nad Menem